# Real Universidad de San Felipe
La Real Universidad de San Felipe fue una universidad fundada en 1747 en el aquel entonces Reino de Chile. Creada por el rey Felipe V en 1738 y construida en la ciudad Santiago en el terreno que actualmente ocupa el Teatro Municipal, sus actividades docentes fueron iniciadas en el año 1758.
Se fundó con once cátedras: Derecho, Medicina, Filosofía, Matemáticas, Teología, Cánones y Leyes, Instituta, Decreto y Maestro de Sentencias, más dos de Artes y una de Lengua, específicamente, de idioma mapuche.
Pese a la creencia popular, la Real Universidad de San Felipe no es la primera de Chile, siendo esta la Universidad Pontificia de Santo Tomás de Aquino. Pudiendo deberse este error a que esta es también la antecesora inmediata de la Universidad de Chile, fundada en 1843.

## Historia

### Formación
La idea de una Real Universidad en Chile se había propuesto desde bien entrado el siglo XVII, el obispo de La Imperial y de Santiago habían presionado a las diversas autoridades para tal creación. El historiador José Toribio Medina explica las causas de que no se llevara a cabo hasta el siglo XVIII:

«Es fácil comprender, dado el estado del país en ese entonces, su pobreza, la preocupación constante de la guerra araucana y la escasísima población con que contaba. Que aquellos proyectos, muy honrosos para sus autores y de utilidad indubitable, resultaban prematuros para la época en que fueron propuestos al Rey. No tiene, pues, nada de extraño, y, por el contrario, resulta lo más lógico y natural, que la fundación proyectada por el Obispo de la Imperial y de Santiago no encontrase acogida en el Consejo de Indias. En realidad una Universidad de esas características en un Chile de tan pocos habitantes habría importado un verdadero anacronismo».

A inicios del siglo XVIII el nuevo obispo de Santiago Fray Juan Pérez de Espinosa escribió al Rey de España solicitando una universidad para la ciudad, considerando el beneficio que tenían las entonces provincias de Buenos Aires, Tucumán y Paraguay.
Los dominicos y los jesuitas, tenían diversos permisos de la Corona Hispánica para establecer en los conventos de Chile cursos y carreras con títulos de universidad. Si bien estas órdenes vinieron a servir la demanda educativa de los chilenos, ya establecido el siglo XVIII empezaron a notarse en falta carreras importantes. Esto dejaba en desventaja a los chilenos respecto de los profesionales del Virreinato del Perú. Un chileno podía ser maestro en filosofía y doctor en matemáticas, pero al no ser también licenciado en medicina o doctor en leyes, por más talento que tuviese quedaba en una situación de inferioridad si es que no quería dejar a su familia y migrar a Lima. Además, los problemas del siglo XVII habían desaparecido: en el Reyno ya no existía preocupación por la guerra, la población había crecido y el comercio se había extendido.
Ante esto, el alcalde de Santiago, Francisco Ruiz de Berecedo expuso ante el Cabildo de Santiago el 2 de diciembre de 1713 sobre la necesidad de los chilenos de tener una real universidad. Elevando al rey la solicitud para que se autorizara la creación de tal.
La Real Universidad tomó el nombre del apóstol San Felipe al ser propuesto por el alcalde, en «memoria eterna de nuestro rey y señor Felipe V, que Su Majestad Divina prospera en repetidos ascensos de la monarquía».
El Cabildo acogió la solicitud, y a fin de obtener la fundación de la universidad, no se contentó a solicitarla del Rey, a interponer en ella las influencias de los obispos, de la Real Audiencia y del Presidente del Reino, sino que contrataron a un letrado de la corte, llamado Manuel Antonio Valcarce Velasco, para que así pudiese reforzar los argumentos e «inclinar el ánimo del monarca en el sentido que se deseaba». 
El letrado en efecto presentó ante el Rey una serie de citas latinas, argumentos y consideraciones sobre la importancia histórica y social de los estudios, además del derecho de los habitantes del Imperio a recibir educación y formación.
Si bien tanto el Rey, como el consejo y la real hacienda estuvieron de acuerdo con los argumentos de Valcarce, se concluyó que los fondos necesarios para crear una casa de estudios de tales dimensiones era desproporcionado en relación con la demanda de obras públicas que Chile demandaba. Por lo que el proceso se postergó unos años mientras se fortalecían otras instituciones e infraestructuras en el territorio del Reino.
Durante los años siguientes, los obispos y el cabildo tramitaron e hicieron presión para conseguir la fundación de la universidad, buscando formas de financiamiento sin descuidar la obra pública chilena.
En 1727 el Cabildo designa a Tomás de Azúa e Iturgoyen como diputado procurador de la ciudad ante la Corte, para la obtención del título de ciudades, la creación de una Casa de Moneda, y la creación de la Real Universidad. Se debatió enormemente sobre todo lo relacionado con la universidad, sobre la «excesiva cantidad de cátedras para la cantidad de gente existente en el país» y la cantidad de dinero que se exigía para la fundación.
El 15 de junio de 1735 Tomás de Azúa logró una exitosa gestión al proponer al Rey que la institución se financiara con erogaciones voluntarias de los propios vecinos de Santiago de Chile. El consejo aprobó la medida, sin embargo como medida de precaución se acordó que la firma del decreto sería el año 1738.[cita requerida]
El 28 de julio de 1738, en San Ildefonso, el Rey Felipe V firmó el Real Decreto de «fundación, erección y establecimiento» de la Real Universidad de San Felipe de Santiago de Chile.

### Trayectoria

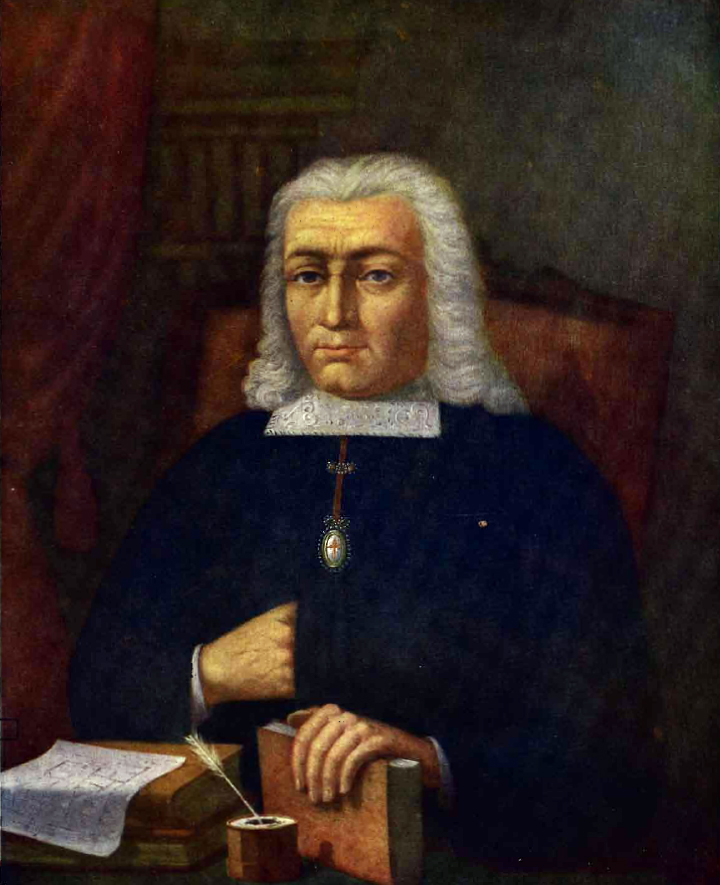
José Tomás Ruiz de Azúa, primer rector de la Universidad.

El 11 de marzo de 1747 se estableció formalmente la Real Universidad de San Felipe, siendo electo ese día como primer rector su principal promotor, Tomás de Azúa.
Sin embargo, las clases no comenzaron hasta el 9 de enero de 1758, once años después, con una cátedra de Derecho que su impulsor no alcanzó a ver realizada. Como era de esperar, se rigió por los parámetros establecidos para las más antiguas universidades de la América Española, como la Real Universidad de San Marcos de Lima, la Universidad del Rosario de Bogotá o el Colegio de México. A través de la Universidad de San Marcos recibió los privilegios de la Universidad de Salamanca, España.
El verdadero organizador de la Universidad es considerado Valeriano de Ahumada y Ramírez de Carvajal, sabio erudito, vicerrector de ella entre 1757 y 1765, y su tercer rector entre 1758 y 1759. Organizó los cursos que se dictaron, controló la asistencia de alumnos y profesores, y fue tenaz opositor a la entrega de títulos a quienes no cumplían los requisitos académicos (era común comprar grados académicos en esa época). En honor a sus ancestros y a él la calle Ahumada del centro de Santiago lleva su nombre.
Reemplazó o retomó el trabajo realizado por los dominicos en la Universidad Pontificia de Santo Tomás de Aquino, y después de la expulsión de los jesuitas en 1767, los bienes y alumnos del Convictorio Carolino. Hasta antes de su expulsión, la mayoría de los profesores de la universidad eran precisamente jesuitas.
Al igual que sus similares de México y Lima, la Universidad de San Felipe contaba con facultades de Teología, Filosofía, Derecho, Medicina y Matemáticas. En este establecimiento se graduaron más de mil estudiantes, algunos de ellos provenientes de Cuyo, Córdoba, Buenos Aires y Salta. Esta estructura funcionó regularmente hasta 1813, cuando la universidad se desintegró parcialmente para la constitución del Instituto Nacional.

### Transición a la Universidad de Chile
Durante la Patria Vieja, la creación del Instituto Nacional en 1813 le sustrajo la función docente.
Declarada la Independencia de Chile el 12 de febrero de 1818, la Universidad cambió su nombre y comenzó a denominarse simplemente Universidad de San Felipe.
En 1823 se le retiró la facultad de dar los grados de bachiller y Doctor.
Tras la organización de la República, en 1835 se comenzó a utilizar Universidad de San Felipe de la República de Chile.
El 17 de abril de 1839 el ministro de Justicia, Culto e Instrucción Pública, Mariano Egaña, dictó un Decreto Supremo que declaraba extinguida a la Universidad de San Felipe, y en su lugar creó la Universidad de Chile, pasando los bienes y el claustro a esta última. El último rector de la extinta universidad fue el sacerdote Juan Francisco Meneses Echanes.
Para regularizar este cambio desde una relativa autonomía poscolonial a una institución nuevamente estatal, que fue combatido por la Facultad de Teología, el Gobierno para más abundamiento decreta el 26 de enero de 1846 la continuidad de ambas instituciones para efectos legales.

## Importancia y legado
La universidad expidió 620 títulos de filosofía, 569 en teología, 526 en derecho, 40 en matemáticas y 33 en medicina. Destacando en la formación de abogados nacidos en Chile.
En sus aulas cursaron estudios los más importantes personajes que serían protagonistas de la Independencia de Chile. Además, muchos extranjeros realizaron sus estudios en la Universidad, y luego fueron protagonistas de la historia de Argentina o Paraguay.
Cuatro rectores de la Universidad fueron argentinos: Pedro Asensio De Tula Bazán y Soria Medrano (segundo rector), Gregorio Eulogio De Tapia Zegarra y Encinas, José Joaquín De Gaete y Vera Mujica, y José Gregorio De Cabrera y Romero.
El vicario capitular de Santiago, provisor del Obispo, férreo realista durante la Independencia y candidato eterno al obispado de Santiago en lucha con las autoridades patriotas, monseñor José Santiago Rodríguez Zorrilla, también fue rector, como su hermano José Joaquín Rodríguez Zorrilla.
El obispo José Antonio Martínez de Aldunate y Garcés, vicepresidente de la Primera Junta de Gobierno de 1810 siendo ya un anciano moribundo, fue rector durante su etapa de plenitud intelectual.
Miguel Eyzaguirre Arechavala, hermano de Agustín Eyzaguirre Arechavala, prócer de la Independencia, miembro de varias Juntas de Gobierno y Presidente, también fue rector.
Fue en las dependencias de la institución donde se iniciaron de manera formal las artes gráficas en Chile, mediante la fundación de un taller experimental dirigido por José Camilo Gallardo, quien fuera bedel mayor de la universidad y considerado uno de los precursores de la imprenta, la tipografía y el grabado en el país.
Por sus aulas pasaron figuras de la independencia chilena, como Bernardo Vera y Pintado (segundo embajador argentino), Manuel Dorrego (argentino, repartió las citaciones al Cabildo abierto de 1810), José Antonio Álvarez Jonte Y Carreño (primer embajador argentino), el sacerdote Juan Pablo Fretes (argentino, presidente del primer congreso nacional de 1811), el líder de la Primera Junta de Gobierno de 1810 Juan Martínez de Rozas, Hipólito de Villegas (jurisconsulto, lugarteniente y ministro de Hacienda de Bernardo O'Higgins), y líderes como Juan Egaña (constitucionalista, diputado, senador) o Manuel Montt (Presidente de la República entre 1851 y 1861).
También cursaron sus estudios muchos miembros del primer Cabildo abierto de 1810, en la actual Argentina, como ser el jurisconsulto (desde el 17 de julio de 1798), síndico y asesor de la Primera Junta de Gobierno y del Primer Triunvirato de las Provincias Unidas del Río de la Plata y diputado del Congreso General, Miguel Mariano de Villegas. También egresó de esta Universidad el político argentino Felipe Arana.

## Rectores
Entre 1747 y 1809, sus rectores fueron los siguientes.
| Retrato | Rector                                       | Periodo   |
| ------- | -------------------------------------------- | --------- |
|         | Tomás Ruiz de Azúa y Amasa Iturgoyen         | 1747-1757 |
|         | Pedro de Tula Bazán                          | 1757      |
|         | José Valeriano de Ahumada                    | 1758-1760 |
|         | Estanislao de Irarrázaval y Bravo de Saravia | 1761      |
|         | Alonso de Guzmán                             | 1762-1763 |
|         | José Antonio Martínez de Aldunate            | 1764-1766 |
|         | José Ureta Mena                              | 1767      |
|         | Gregorio Tapia Zegarra                       | 1768      |
|         | Manuel José de Salamanca                     | 1769      |
|         | José Joaquín de Gaete                        | 1770      |
|         | Fernando Bravo de Naveda                     | 1771      |
|         | Antonio Rodríguez                            | 1772      |
|         | Francisco López                              | 1773      |
|         | Juan José de los Ríos                        | 1774      |
|         | Juan Miguel Martínez de Aldunate             | 1775-1776 |
|         | Estanislao de Recabarren                     | 1777-1778 |
|         | Agustín Seco Santa Cruz                      | 1779-1780 |
|         | José Díez de Arteaga                         | 1780-1783 |
|         | José Ignacio de Guzmán                       | 1784-1788 |
|         | José Santiago Rodríguez Zorrilla             | 1788-1789 |
|         | Juan Antonio de Zañartu                      | 1790-1791 |
|         | José Gregorio Cabrera                        | 1792-1793 |
|         | Francisco Javier de Errázuriz Madariaga      | 1794-1795 |
|         | José Antonio de Errázuriz Madariaga          | 1796-1797 |
|         | Martín de Ortúzar                            | 1798-1799 |
|         | Manuel José de Vargas                        | 1800-1801 |
|         | Miguel de Eyzaguirre y Arechavala            | 1802      |
|         | Juan José del Campo                          | 1805-1807 |
|         | Vicente Aldunate                             | 1808-1809 |